# Bayülken
Bayülken ist ein türkischer männlicher Vorname, u. a. mit der Bedeutung „edel(mütig), hochgestellt, erhaben“, der auch als Familienname auftritt.

## Namensträger

### Familienname
- Sabutay Alper Bayülken (* 1985), türkischer Fußballspieler
- Ümit Haluk Bayülken (1921–2007), türkischer Diplomat und Politiker